# Hugo Lundberg

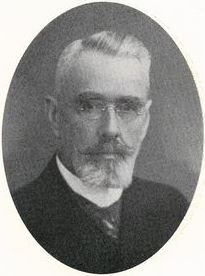
Hugo Lundberg.

Hugo Apollonius Lundberg, född 27 mars 1866 i Motala, död 15 maj 1958 i Annerstad, var en svensk ingenjör.
Efter examen från Kungliga Tekniska högskolan 1887 blev Lundberg ritare och arbetare vid Forsviks Mekaniska Verkstad 1888, assistent vid Billingsfors fabriker samma år, var byggmästare vid Svaneholms trämassefabrik 1889, byggmästare och teknisk föreståndare för Eds cellulosafabrik 1890, teknisk chef och konstruktör vid byggandet av Stora Kopparbergs Bergslags AB:s cellulosafabrik i Skutskär 1894, ingenjör vid Värmbols cellulosafabrik 1896 och vid Hartmanns maskinaffär i Stockholm 1897 och blev ånyo teknisk föreståndare för Eds cellulosafabrik 1898. Han började 1903 bygga Munksjö AB:s sulfatfabrik vid Vaggeryd och var föreståndare för sistnämnda fabrik från samma år. Han var ledamot av Byarums kommunalfullmäktige, skolstyrelse, kyrkoråd och taxeringsnämnd. Han erhöll patent på en avdunstningsapparat för sodalut från cellulosafabriker.